# Acanthura mattogrossensis
Acanthura mattogrossensis là một loài thực vật có hoa trong họ Ô rô. Loài này được Lindau mô tả khoa học đầu tiên năm 1901.